# 完顏宗磐
完顏宗磐（1090年代—1139年），原名蒲魯虎，金太宗完顏吳乞買的嫡長子，母為欽仁皇后唐括氏。
生年没有记载。隨太祖、太宗伐遼滅宋。天輔五年（1121年），任副都統，天會十年（1132年）四月，任國論忽魯勃極烈。
金太宗死後，傳位給完顏宗峻的嫡長子亦為完顏阿骨打的嫡孫完顏亶（完顏合剌），后者即位為金熙宗，封宗磐為尚書令、宋國王、太師，朝中地位最高，與完顏宗幹、完顏宗翰并领三省事，共為當時權臣，專橫無禮，大概與未得帝位有關。天眷元年（1138年），與完顏宗雋、完顏昌等把持朝政，結為一黨，並贊成與南宋議和，天眷二年（1139年），被金熙宗誅殺。

## 家族
- 次妃：嘉德帝姬赵玉盘，北宋公主，宋徽宗长女。
- 妾：符鶯奴，原為北宋濟王趙栩的妾。
- 子：完颜阿虎迭
- 媳：蒲察阿里虎
- 孙女：蓬莱县主完颜重节，後被完颜亮占为昭妃位

## 外部連結
- 太宗直子完颜宗磐（页面存档备份，存于）

1. ↑  《金史》卷2：十二月辛丑，以忽魯勃極烈杲爲內外諸軍都統，以昱、宗翰、宗幹、宗望、宗盤等副之。
2. ↑  《金史》卷3：庚午，乙太祖孫亶爲諳班勃極烈，皇子宗磐爲國論忽魯勃極烈，國論勃極烈宗幹爲國論左勃極烈，移賚勃極烈、左副元帥宗翰爲國論右勃極烈兼都元帥，右副元帥宗輔爲左副元帥。